# Ster (Francorchamps)
Ne doit pas être confondu avec Ster (Stavelot).
Ster est un hameau de l'Ardenne belge faisant partie de la commune et ville de Stavelot, dans la province de Liège en Région wallonne.
Avant la fusion des communes de 1977, Ster faisait partie de la commune de Francorchamps. Il ne faut pas confondre ce hameau avec le village de Ster situé sur les hauteurs entre Coo et Stavelot.

## Étymologie
Ster signifie défrichement, essartage, endroit déboisé.

## Situation et description
Ce village ardennais est assez étendu. Au XVIIIe siècle, il était plus important que Francorchamps. Il se situe dans un environnement de plateaux et de vallons où les prairies sont délimitées par de nombreuses haies.
Ster est situé à 2 km au sud de la sortie 10 de l'autoroute E42 et à 1 km au nord-ouest du village de Francorchamps. Il avoisine directement le hameau de Cronchamps situé plus à l'est.
La chapelle Saint-Hubert est construite en moellons de grès rehaussés de pierre de taille.

## Activités
Ster possède une école communale située à proximité de la chapelle Saint-Hubert.
On y trouvait aussi, en face de la Chapelle, la Manufacture d'orgues Thomas, qui s'y trouvait depuis sa création, en 1965. Par manque de place avec le développement de ses activités, les ateliers du facteur d'orgues ont déménagé à Stavelot. Les anciens bâtiments ont été transformés en restaurant.